# Хесус Гойсуета
Хесус Гойсуета (ісп. Jesús Goyzueta, нар. 8 березня 1947) — перуанський футболіст, що грав на позиції воротаря. Відомий за виступами у низці перуанських клубів, найбільш відомими з яких були «Універсітаріо де Депортес» та «Хуан Ауріч», у клубах Мексики, Сальвадору та Венесуели, а також у складі національної збірної Перу.

## Клубна кар'єра
Хесус Гойсуета дебютував у професійному футболі 1967 року в команді «Марискаль Сукре», в якій грав до кінця 1968 року. Наступного року він став гравцем клубу «Хуан Ауріч», у якому грав до кінця 1969 року.
У 1970 році Хесус Гойсуета перейшов до клубу зі столиці країни Ліми «Універсітаріо де Депортес». У складі команди став основним воротарем, і в сезоні 1971 року став разом із командою чемпіоном країни, виступав у складі «Універсітаріо» до кінця 1972 року.
У 1973 році Гойсуета став гравцем іншого перуанського клубу «Уньйон Туман», у якому грав до кінця 1974 року, після чого на початку 1975 року перейшов до мексиканського клубу «Веракрус». У 1976 році футболіст повернувся на батьківщину до свого колишнього клубу «Хуан Ауріч», в якому виступав до кінця року.
На початку 1977 року Хесус Гойсуета став гравцем сальвадорського клубу «Сонсонате», в якому грав до середини 1978 року. У середині 1978 року перуанський воротар перейшов до венесуельського клубу «Валенсія», в якому грав до кінця 1979 року. У 1980 році повернувся на батьківщину, де став гравцем клубу «Атлетіко» (Чалако). У складі цієї команди Гойсуета завершив виступи на футбольних полях у 1981 році.

## Виступи за збірну
Хесуса Гойсуету включили до складу національної збірної Перу для участі в чемпіонаті світу 1970 року у Мексиці, проте на чемпіонаті світу він на поле не виходив. Дебютував у складі збірної Гойсуета у 1971 році, провівши протягом року в її складі 2 матчі, в яких пропустив 2 голи, після чого до збірної не викликався.